# Chocaya
Chocaya (genauer: Comunidad Gran Chocaya) ist eine Ortschaft im Departamento Potosí im Südteil des südamerikanischen Anden-Staates Bolivien.

## Lage im Nahraum
Chocaya ist zentraler Ort des Kanton Chocaya im Municipio Atocha in der Provinz Sur Chichas. Die Ortschaft liegt in einer Höhe von 4319 m südwestlich von Atocha im Quellbereich des Río Chocaya, der dreizehn Kilometer weiter nordöstlich in den Río Atocha mündet. Nächstgelegene Ortschaften von Chocaya sind die beiden Bergbausiedlungen Animas und Siete Suyos nordöstlich von Chocaya. Die Bergrücken rings um Chocaya erreichen im Nordwesten der Ortschaft Höhen von bis zu 4460 m.
Die Siedlung Chocaya liegt direkt auf der andinen Wasserscheide, von der aus die nach Westen fließenden Bäche zum abflusslosen Altiplano hin fließen, während der Río Chocaya und seine Nebenflüsse zum Río Paraná hin entwässern.

## Geographie
Chocaya liegt auf dem bolivianischen Altiplano in den nördlichen Ausläufern der Anden-Gebirgskette der Cordillera de Lípez. Das Klima der Region ist arid und weist ein deutliches Tageszeitenklima auf, bei dem die mittleren täglichen Temperaturschwankungen stärker ausfallen als die Temperaturschwankungen im Jahresverlauf.
Die mittlere Jahrestemperatur der Region liegt mit etwa 7 °C aufgrund der Höhenlage um etwa 4 °C niedriger als in Atocha (siehe Klimadiagramm Atocha), mit einem Monatsdurchschnittswert von 2 °C im Juni/Juli und 9 °C von November bis März. Der Jahresniederschlag beträgt niedrige 200 mm, wobei die Monate April bis Oktober nahezu niederschlagsfrei sind. Nur von November bis März fallen nennenswerte Niederschläge, mit einem Maximum von etwa 50 mm Monatsniederschlag im Januar.

## Verkehrsnetz
Chocaya liegt in einer Entfernung von 308 Straßenkilometern südwestlich von Potosí, der Hauptstadt des Departamentos.
Von Potosí aus führt die überregionale Nationalstraße Ruta 5 in südwestlicher Richtung 208 Kilometer bis nach Uyuni am Salzsee Salar de Uyuni. Die Stadt Uyuni ist über die 197 Kilometer lange Ruta 21 mit der Stadt Tupiza verbunden, die etwa auf halber Strecke durch Atocha führt. Von Uyuni kommend zweigt an der Mündung des Río Chocaya acht Kilometer vor Atocha eine unbefestigte Landstraße in südwestlicher Richtung ab, die nach neun Kilometer Animas erreicht und nach weiteren vier Kilometern die Bergbausiedlung Chocaya.

## Bevölkerung
Die Einwohnerzahl von Chocaya ist im Jahrzehnt zwischen den beiden letzten Volkszählungen auf etwa das Doppelte angestiegen:
| Jahr | Einwohner | Quelle       |
| ---- | --------- | ------------ |
| 1992 | 39        | Volkszählung |
| 2001 | 79        | Volkszählung |
| 2012 | 95        | Volkszählung |
| 2024 |           | Volkszählung |

Ein großer Anteil der regionalen Bevölkerung gehört zur Volksgruppe der Quechua, bei der letzten Volkszählung im Jahr 2001 sprachen 70 Prozent der Bevölkerung im Municipio Atocha Quechua.

## Mineralfunde
Das ganze Gebiet im Kanton Chocaya ist sehr mineralreich und entsprechend viele Minerale konnten auch in Chocaya nachgewiesen werden. Da sich die Bergwerke von Animas, Siete Suyos, Oploca und Chocaya aber alle im selben Gangsystem der umliegenden Berge bewegen, ähneln sich auch die Erz- und Mineralfunde in den Bergwerken zwangsläufig. Zudem liegen die Ortschaften nur wenige Kilometer auseinander. Zuordnungsschwierigkeiten und Irrtümer auf Seiten der verschiedenen Sammler und Forscher sind daher nicht auszuschließen. Bei der Beschriftung der Mineralproben bzw. in den Listen wissenschaftlicher Literaturen findet sich daher oft auch die vereinfachte Fundortbeschreibung „Chocaya-Animas“-Grube.
In der Grube Chocaya konnten bisher folgende Minerale gefunden werden: Anglesit, Aramayoit, Argyrodit, Arsenopyrit, Baryt, Baumstarkit, gediegen Wismut, Bismuthinit, Bixbyit-(Mn), Bournonit, Chalkopyrit, Freibergit, Galenit, Izoklakeit, Jamesonit, Jarosit, Kassiterit und dessen Varietät Holzzinn, Magnetit, Markasit, Miargyrit, Muskovit (Varietät Serizit), Pyrargyrit, Pyrit, Pyrrhotin, Quatrandorit (früher: Andorit IV), Quarz und dessen Varietät Chalcedon, Siderit, Sphalerit, Stannit, Tetraedrit, Turmaline, Wavellit und Wurtzit. Für die Minerale Franckeit, Hocartit und Ramdohrit ist Chocaya zudem Typlokalität. Außerdem konnte dort noch die Bitumenvarietät Elaterit nachgewiesen werden.
Für die Grube Gran Chocaya wurden bisher folgende Mineralfunde registriert: Hocartit und Pyrargyrit.